# Agrochola lactiflora
Agrochola lactiflora là một loài bướm đêm trong họ Noctuidae.